# 赖润明
赖润明（1963年5月5日—）為中國前舉重選手，曾於1984年洛杉磯奧運奪下男子56公斤級舉重銀牌。他也在1986年亚洲运动会上获得男子60公斤级冠军。